# Belgia na Zimowych Igrzyskach Olimpijskich Młodzieży 2012
Belgię na Zimowych Igrzyskach Olimpijskich Młodzieży 2012, które odbywały się w Innsbrucku reprezentowało 7 zawodników.

## Skład reprezentacji Belgii

### Hokej na lodzie
Dziewczęta
| Zawodniczka   | Konkurencja                         | Kwalifikacje | Kwalifikacje | Wielki finał   | Wielki finał   |
| Zawodniczka   | Konkurencja                         | Punkty       | Miejsce      | Punkty         | Miejsce        |
| ------------- | ----------------------------------- | ------------ | ------------ | -------------- | -------------- |
| Renée De Wolf | Konkurs umiejętności indywidualnych | 14           | 10.          | Nie awansowała | Nie awansowała |

### Łyżwiarstwo figurowe
Chłopcy
| Zawodnik        | Konkurencja | Program krótki | Program krótki | Program dowolny | Program dowolny | Razem | Miejsce |
| Zawodnik        | Konkurencja | Punkty         | Miejsce        | Punkty          | Miejsce         | Razem | Miejsce |
| --------------- | ----------- | -------------- | -------------- | --------------- | --------------- | ----- | ------- |
| Timothée Manand | Soliści     | 25.06          | 16.            | 57.30           | 15.             | 82.36 | 16.     |

Dziewczęta
| Zawodnik          | Konkurencja | Program krótki | Program krótki | Program dowolny | Program dowolny | Razem | Miejsce |
| Zawodnik          | Konkurencja | Punkty         | Miejsce        | Punkty          | Miejsce         | Razem | Miejsce |
| ----------------- | ----------- | -------------- | -------------- | --------------- | --------------- | ----- | ------- |
| Lieselotte Swerts | Solistki    | 30.73          | 15.            | 54.84           | 16.             | 85.57 | 16.     |

### Łyżwiarstwo szybkie
Dziewczęta
| Zawodnik      | Konkurencja | Bieg 1 | Bieg 2 | Razem   | Miejsce |
| ------------- | ----------- | ------ | ------ | ------- | ------- |
| Anne Michiels | 500 m       | 45.27  | 45.68  | 90.95   | 10.     |
| Anne Michiels | 3000 m      |        |        | 5:15.04 | 12.     |
| Anne Michiels | Bieg masowy |        |        | 6:21.26 | 14.     |

### Narciarstwo alpejskie
Chłopcy
| Zawodnik              | Konkurencja     | Wyniki       | Wyniki       | Wyniki       | Wyniki       |
| Zawodnik              | Konkurencja     | Runda 1      | Runda 2      | Razem        | Miejsce      |
| --------------------- | --------------- | ------------ | ------------ | ------------ | ------------ |
| Dries Van den Broecke | Slalom          | 39.80        | 40.46        | 1:20.26      |              |
| Dries Van den Broecke | Slalom gigant   | 1:05.32      | 55.76        | 2:01.08      | 23.          |
| Dries Van den Broecke | Supergigant     |              |              | Nie ukończył | Nie ukończył |
| Dries Van den Broecke | Superkombinacja | Nie ukończył | Nie ukończył | Nie ukończył | Nie ukończył |

### Snowboard
Chłopcy
| Zawodnik         | Konkurencja | Kwalifikacje | Kwalifikacje | Kwalifikacje | Półfinał            | Półfinał            | Półfinał            | Finał               | Finał               | Finał               |
| Zawodnik         | Konkurencja | Zjazd 1      | Zjazd 2      | Pozycja      | Zjazd 1             | Zjazd 2             | Pozycja             | Zjazd 1             | Zjazd 2             | Miejsce             |
| ---------------- | ----------- | ------------ | ------------ | ------------ | ------------------- | ------------------- | ------------------- | ------------------- | ------------------- | ------------------- |
| Sebbe De Buck    | Halfpipe    | 76.75        | 45.50        | 2. QF        |                     |                     |                     | 33.50               | 24.00               | 12.                 |
| Sebbe De Buck    | Slopestyle  | 84.25        | 58.00        | 2. Q         |                     |                     |                     | 28.00               | 43.50               | 14.                 |
| Stef Van Deursen | Halfpipe    | 44.50        | 47.50        | 11.          | Nie awansował dalej | Nie awansował dalej | Nie awansował dalej | Nie awansował dalej | Nie awansował dalej | Nie awansował dalej |
| Stef Van Deursen | Slopestyle  | 59.00        | 42.75        | 11.          |                     |                     |                     | Nie awansował dalej | Nie awansował dalej | Nie awansował dalej |